# Федерація футболу Вірменії

Логотип до 2024 року

Федерація футболу Вірменії (вірм. Հայաստանի ֆուտբոլի ֆեդերացիայի) — асоціація, що здійснює контроль і управління футболом у Вірменії. Штаб-квартира розташована у Єревані. Заснована 18 січня 1992 році. Увійшла до складу ФІФА у 1992 році. Член УЄФА з 1992 року. Асоціація організовує діяльність та здійснює керування національними збірними з футболу, включаючи головну національну збірну та молодіжну збірну. Крім того серед завдянь федерації є розвиток та популяризація футболу у країні.  
Під егідою федерації проводяться змагання у Чемпіонаті Вірменії з футболу, Кубку Вірменії з футболу та Суперкубку Вірменії з футболу.